# Даруварски споразум
Даруварски споразум био је документ којим су преговарале мјесне власти Републике Хрватске и Републике Српске Крајине у Заштићеном подручју Организације уједињених нација за САО Западну Славонију, познат и као Сектор Запад 18. фебруара 1993. године, током рата у Хрватској. Споразумом је предвиђено унапређење снабдијевања водом и електричном енергијом, повратак избјеглих лица у њихове домове и отварање транспортних праваца на подручју Сектора Запад, спајајући области у близини градова Нова Градишка и Новска који су били под хрватском контролом. Такође је обезбиједио оквир за даље побољшање услова живота становништва у хрватском и крајишком дијелу Сектора Запад. Споразум је добио назив по граду Дарувару, гдје је и потписан.
Даруварски споразум, посредством шефа Цивилних послова ОУН у Сектору Запад Џерарда Фишера, преговаран је у тајности. Када је руководство Српске Крајине у Книну сазнало за споразум, потписници у име Српске Крајине су отпуштени са својих службених положаја и затим ухапшени. Споразум су власти Српске Крајине означиле као издајнички. Фишера и остали званичнике ОУН, који су били укључени у посредовање, ОУН је критиковао јер су претјерано умијешани у тај случај. Фишер је ускоро напустио област.